# 지구공룡대탐험
《지구공룡대탐험》(Dinotasia Dinosaur Chronicle)은 미국에서 제작된 데이빗 크렌츠 감독의 2018년 애니메이션 영화이다.

## 출연

### 한국어 더빙
- 김보나
- 강은애